# پایین پریسکوپ
پایین پریسکوپ (به انگلیسی: Down Periscope) فیلمی محصول سال ۱۹۹۶ و به کارگردانی دیوید اس. وارد است. در این فیلم بازیگرانی همچون کلسی گرمر، لورن هالی، راب اشنایدر، هری دین استنتون، بروس درن، ویلیام اچ میسی، ریپ تورن، توبی هاس، دوین مارتین، بردفورد تیتوم، هارلند ویلیامز و پتن اسوالت ایفای نقش کرده‌اند.